# Башкирова, Елена Дмитриевна
Елена Дмитриевна Башкирова (род. 3 июля 1958, Москва, РСФСР) — советская и израильская пианистка.

## Биография
Родилась в Москве в 1958 году в семье пианиста и педагога Дмитрия Александровича Башкирова (1931—2021) и скрипачки Веры Михайловны Башкировой.
Училась в Московской консерватории. В 1978 году вместе с  первым мужем Гидоном Кремером эмигрировала из СССР. В 1988 году вышла замуж за Даниеля Баренбойма и поселилась в Израиле.
Является основателем Мегаполис-ансамбля в Берлине и Международного иерусалимского фестиваля камерной музыки (позже — художественный руководитель).
В качестве художественного руководителя Иерусалимского фестиваля, Башкирова организует концерты камерной музыки, которые ежегодно проходят в сентябре с участием всемирно известных музыкантов. Вместе с ансамблем фестиваля она гастролирует по Европе и США; выступала в Берлине, Дюссельдорфе, Париже, Лиссабоне, Вене, Лондоне, Будапеште, Нью-Йорке и других городах.

### Личная жизнь
Была замужем за скрипачом Гидоном Кремером. В 1978 году вместе с ним покинула СССР.
В 1988 году стала женой овдовевшего израильского пианиста Даниэля Баренбойма.
Вместе воспитывали двоих сыновей, рожденных еще в период, когда Д. Баренбойм был женат на Жаклин Дю Пре: младший сын — Михаил, скрипач; старший сын — Давид, менеджер немецкой хип-хоп группы.